# Bab El Kasbah
Bab El Kasbah (arabe : باب القصبة) est l'une des portes de la médina de Sfax, aménagée à l'ouest de la face sud des remparts et donnant accès à une place adossée à la kasbah de Sfax.
Cette porte est connue originellement sous le nom de Bab Jedid (Nouvelle porte) puisqu'elle est la première entrée de la médina ouverte à la fin du XIXe siècle, plus de mille ans après Bab Jebli et Bab Diwan, les portes historiques de la médina. L'objectif de cette percée est de décongestionner la ville en favorisant les échanges avec le quartier colonial de Bab El Bhar. Après sa restauration en 1960, cette entrée est dotée d'une deuxième ouverture moins monumentale et adjacente à la porte initiale.
L'accès à la médina à travers cette porte mène vers une grande place délimitée par la mosquée Sidi Ilyes en face, le mausolée du cheikh Mefteh et la médersa Abbassiyya à l'est et par la kasbah, dont elle porte le nom, à l'ouest. À l'extérieur, Bab El Kasbah donne sur la place de la Résistance, le jardin de Dakar et le lycée technique via l'avenue Ali-Belhouane.

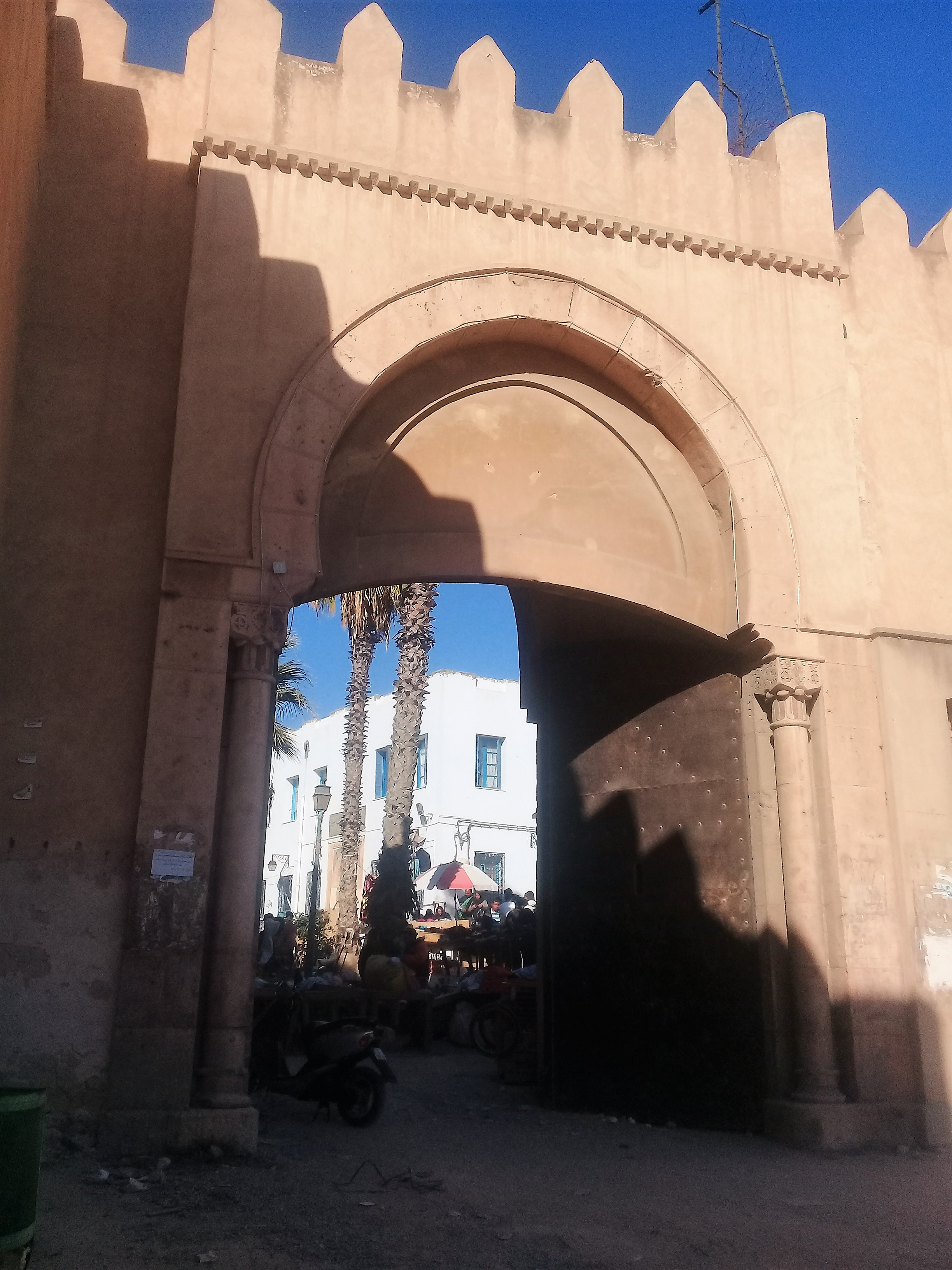
Portail principal.
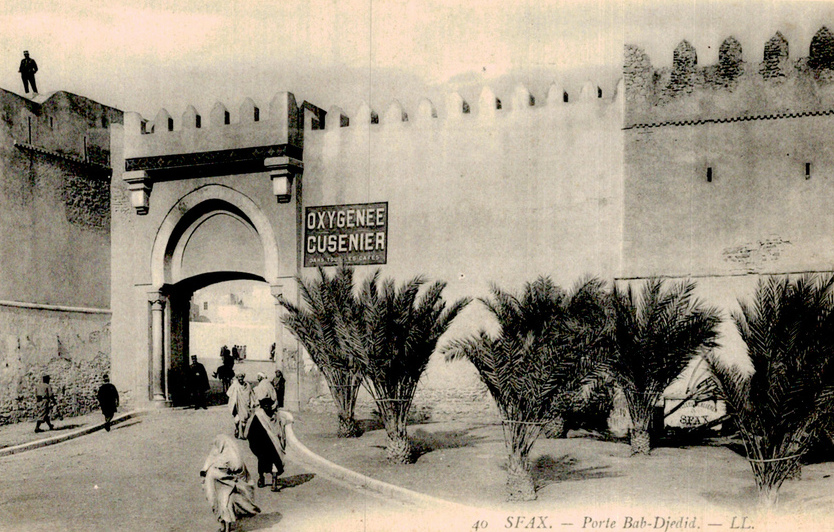
Bab El Kasbah au début du XXe siècle.
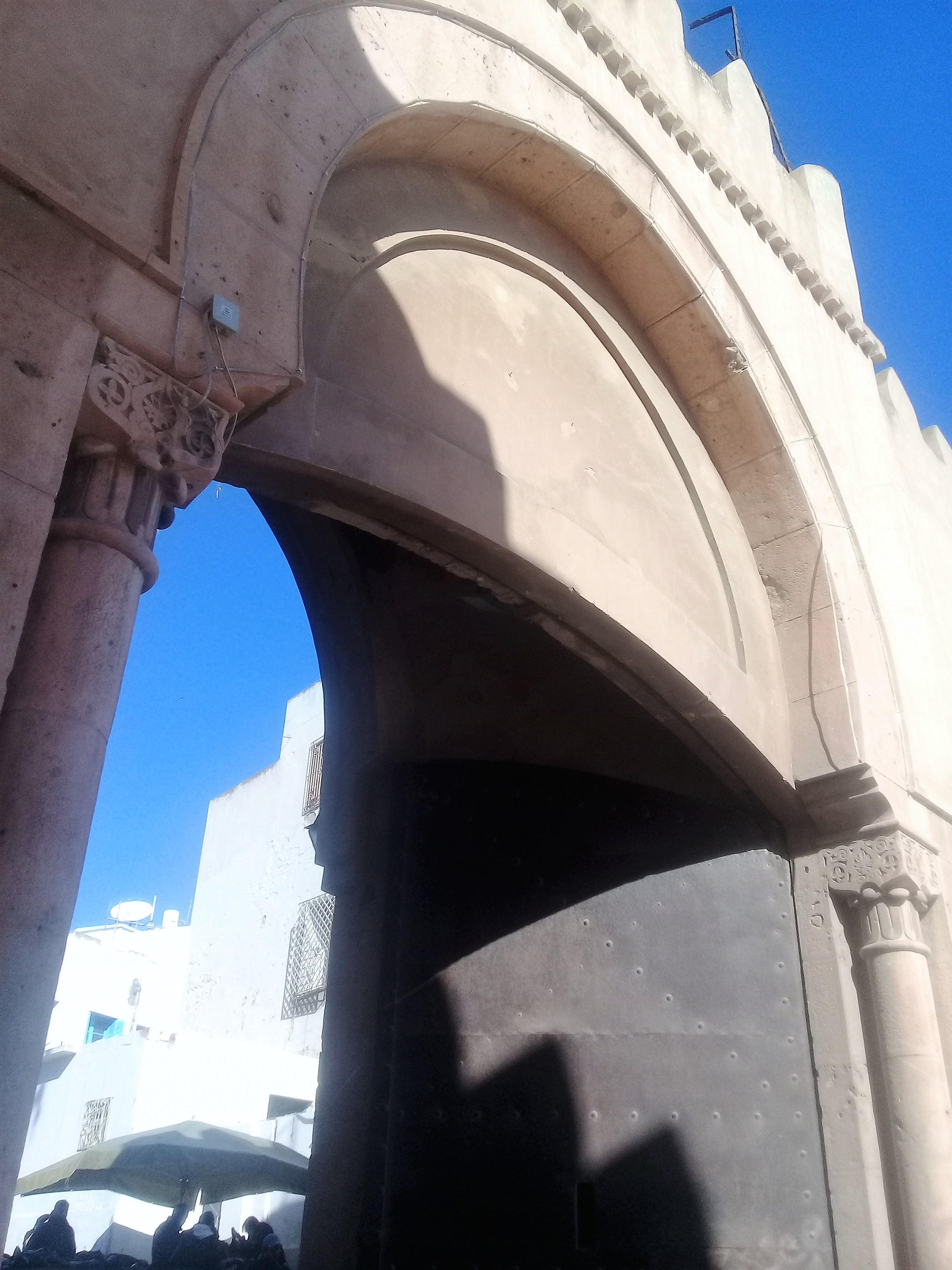
Porte et arcature.
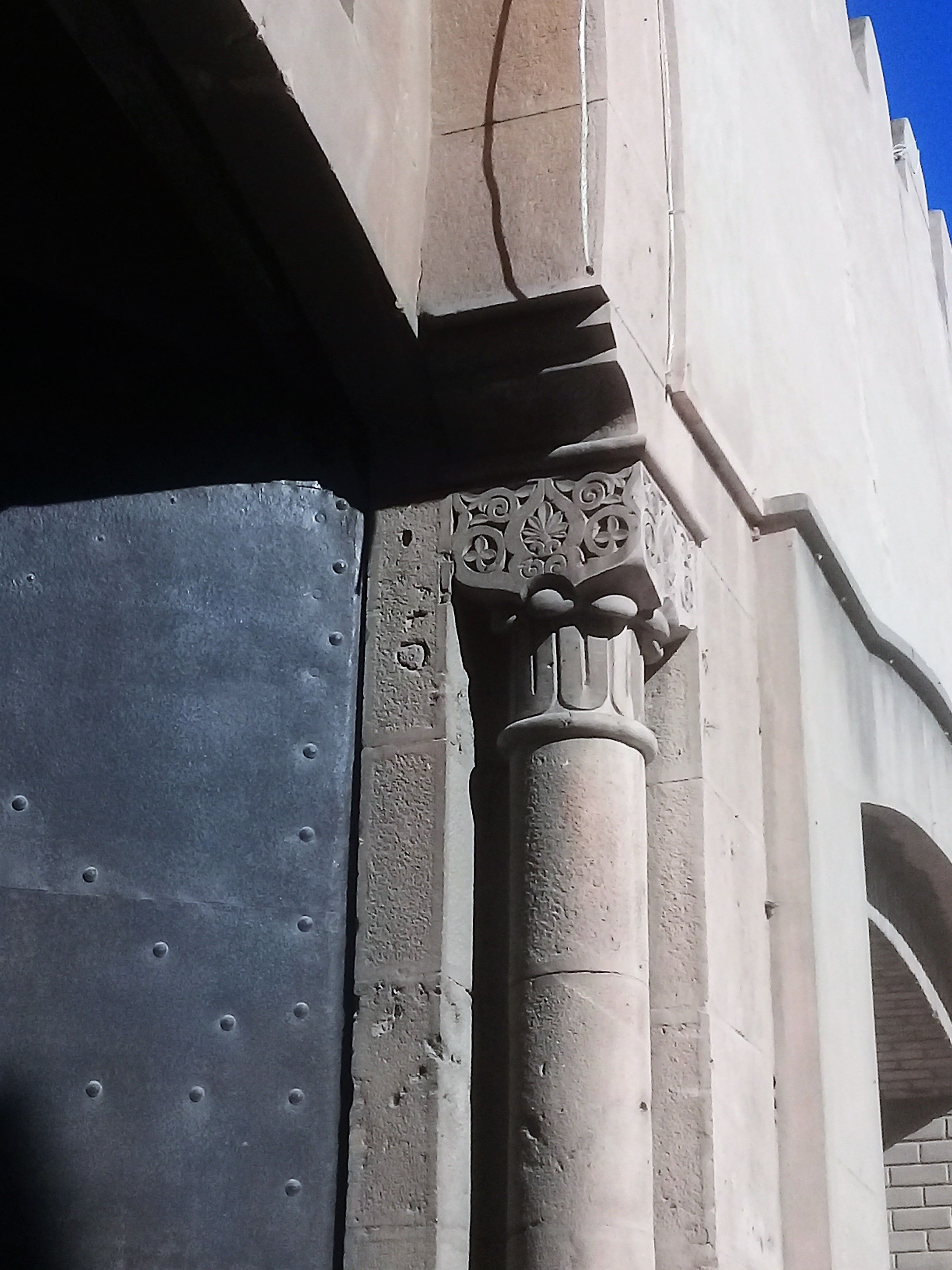
Détail architectonique.
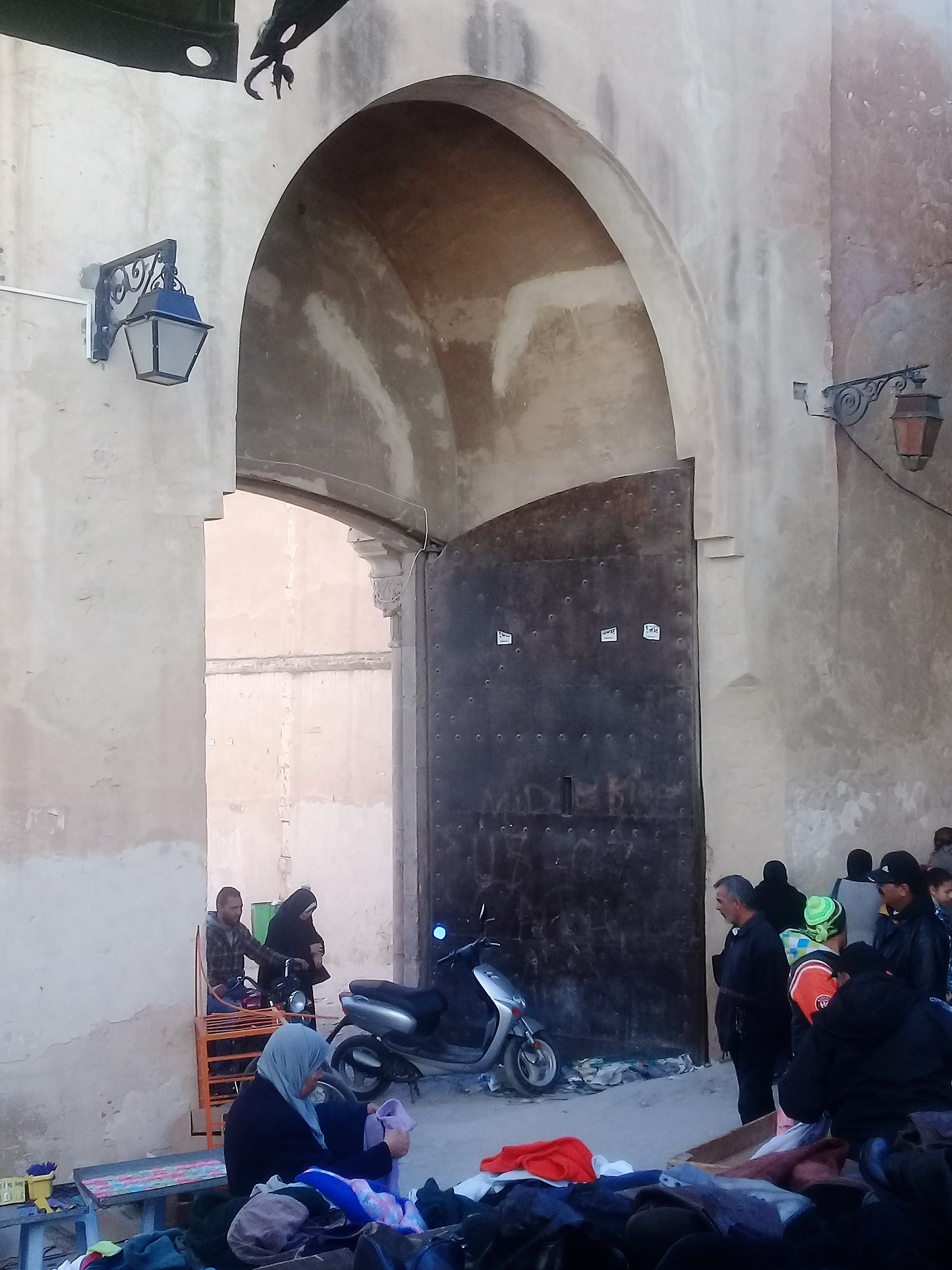
Vue de l'intérieur.